# Clusone 3
Clusone 3 (auch Clusone Trio) war ein Jazz-Trio der 1980er und 1990er Jahre.

## Bandgeschichte
Michael Moore und Ernst Reijseger spielten bereits Ende der 1970er Jahre in den Niederlanden miteinander; außerdem hatte Moore ein Trio mit Han Bennink und Sean Bergin. Moore und Reijseger hatten dann einige Auftritte mit Bennink, was zu Aufnahmen führte, die die Hälfte der 1980 entstandenen LP Taiming ausmachten. Nach 1981 ging das Trio zunächst wieder auseinander, bis Reijseger angefragt wurde, 1988 ein Ensemble für das Musikfestival im norditalienischen Clusone zusammenzustellen; er wählte hierzu Michael Moore, Han Bennink und Guus Janssen als Partner. Nachdem Jansen nach ein paar Gigs wieder ausstieg, arbeitete man im Trio weiter.

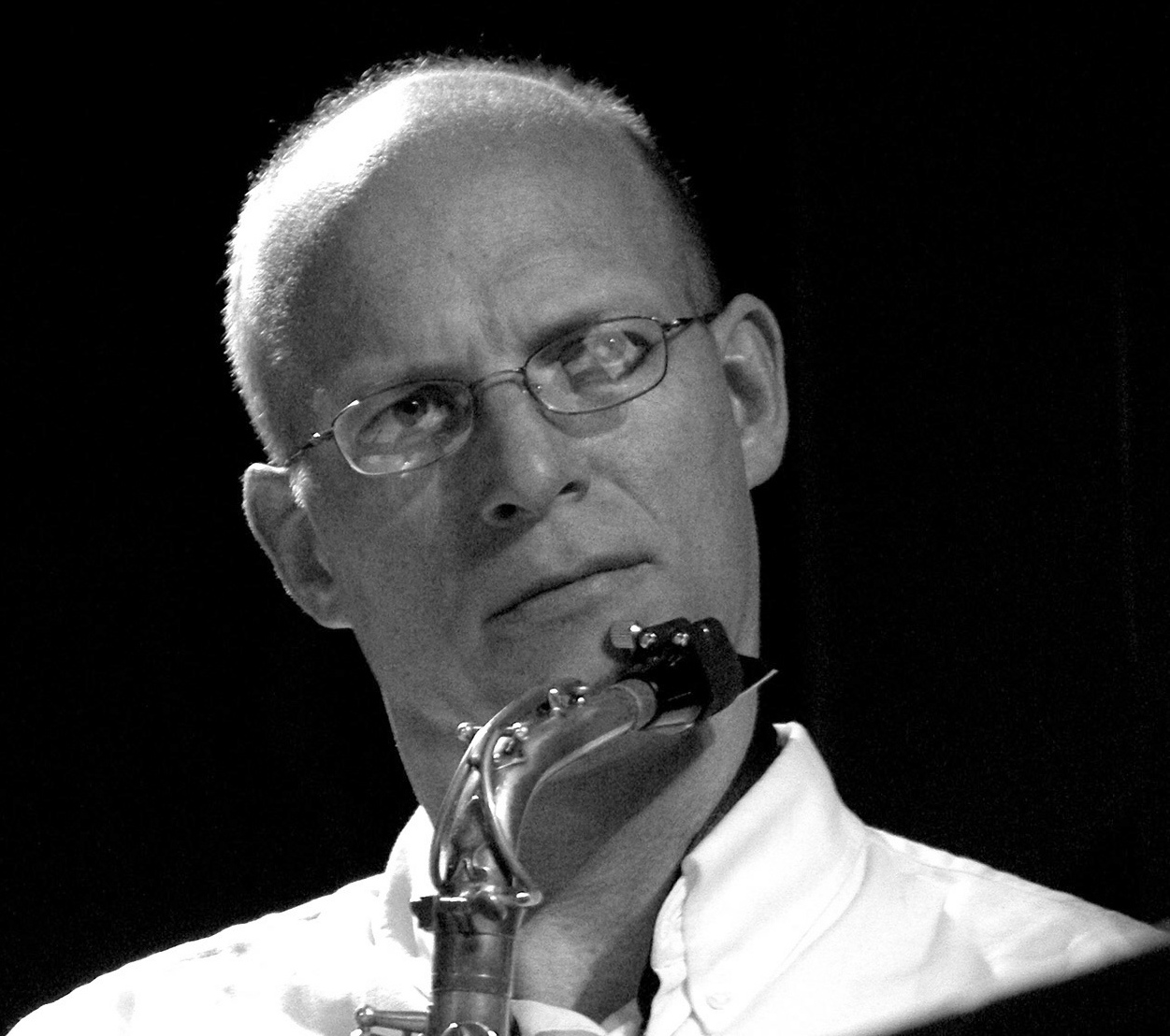
Michael Moore 2004

Als die Organisatoren des Clusone-Festivals eine europaweite Tournee der drei Musiker planten, wurde der Bandname Clusone 3 gewählt. Die Musik von der Tournee 1990 erschien auf dem Album Clusone 3. 1993 entstand in einer Co-Produktion von WDR und HatHut Records das Irving-Berlin-Tributalbum Soft Lights and Sweet Music.
In den folgenden Jahren ging das Trio regelmäßig in Europa und Nordamerika auf Tourneen; sie spielten dabei Eigenkompositionen wie auch Material von Duke Ellington, Herbie Nichols, Misha Mengelberg oder von Lee Konitz. Von der Kritik wurden Vergleiche mit Formationen von Chico Hamilton oder Jimmy Giuffre angestellt. 1997 entstand ein Konzeptalbum mit Improvisationen über Vogellieder (Rara Avis, 1997, zu deutsch Seltene Vögel) mit Material wie dem Folksong Turkey in the Straw oder Camille Saint-Saëns’ Le Cygne. Außerdem erschienen einige Livealben bei Gramavision und bei HatOLOGY. Kurz nach einem im März 1998 gegebenen Konzert (veröffentlicht als An Hour with...) löste sich das Trio auf.

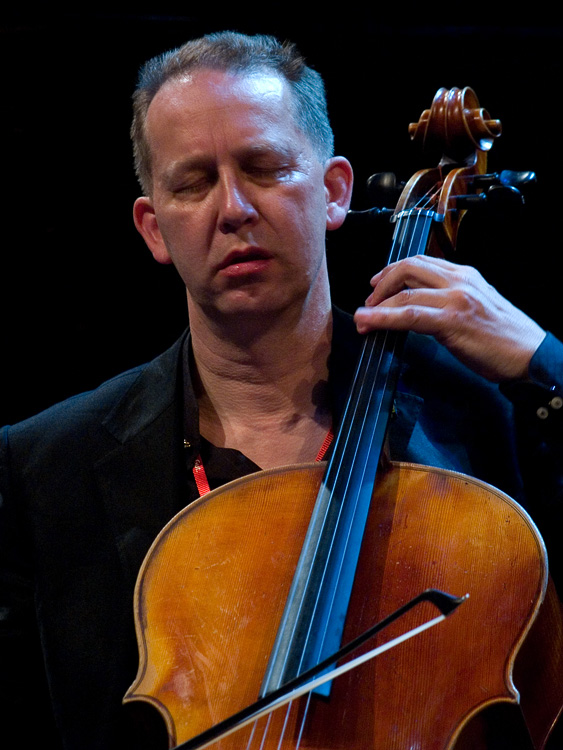
Ernst Reijseger, Moers Festival 2007

## Diskographie
- Taiming (Hummeloord, 1980)
- Clusone 3 (Ramboy, 1990)
- Soft Lights and Sweet Music (HatOLOGGY, 1993)
- I am an Indian (Gramavision, 1993)
- Love Henry (Grammavision, 1996)
- Rara Avis (HatOLOGY, 1997)
- An Hour with... (HatOLOGY, 1998)